# UTair
Utair Aviation o Utair (ex-Tyumenaviatrans, ex-Aeroflot-Tjumen') (in russo: OAO Авиакомпания ЮТэйр) è una compagnia aerea russa con basi all'aeroporto di Mosca-Vnukovo e all'aeroporto di Surgut. Prende origine dall'istituzione nel 1967 di un direttorato dell'Aeroflot in Siberia, seguito dalla creazione di una compagnia aerea specifica, effettuata nel 1991 con il nome di Tyumenaviatrans Aviation.
La denominazione UTair Aviation è entrata in uso nel 2002 e modificata in Utair alla fine di ottobre del 2017

## Storia
Nel febbraio 1967, venne istituita la direzione dell'Aeroflot Tyumen per soddisfare le esigenze di trasporto dell'industria petrolifera e del gas in rapida crescita nella Siberia occidentale. Sulla scia dello scioglimento dell'organizzazione Aeroflot, Tyumenaviatrans Aviation (TAT) venne costituita nel 1991 per sostituire il Direttorato di Aeroflot Tyumen. TAT adottò il nome di UTAir Aviation all'inizio del 2003. La compagnia aerea è di proprietà dell'amministrazione del distretto di Khanty Mansiysk (23%), dell'amministrazione della città di Surgut (19%), degli azionisti e delle società russe (33%), della Federazione Russa (2%) e investitori privati esteri (20%).
Nell'ottobre 2010, Utair annunciò l'intenzione di sostituire la sua flotta di Tupolev Tu-134 con il Sukhoi Superjet 100. A dicembre, UTair ordinò ufficialmente 24 Sukhoi. Sempre nel 2010, la compagnia aerea battezzò un Tu-154 Boris Evdokimovich Sherbina, un Tyumenfigure.
Nel novembre 2014, Utair dovette affrontare difficoltà finanziarie e non fu in grado di effettuare il pagamento di un'obbligazione. Nell'aprile 2015, Utair annunciò una riduzione della flotta di oltre 50 aeromobili a causa di difficoltà finanziarie. Dovette anche annullato il suo ordine per 24 Sukhoi Superjet 100. Poche settimane dopo, la sua controllata aerea regionale Utair Express ha cessato le operazioni.
Nel dicembre 2015, è stato annunciato che Utair aveva venduto la sua controllata Azur Air alla società turistica turca Anex Tourism Group, che aveva acquistato UTair-Ukraine poche settimane prima.
Il 31 ottobre 2017, Utair ha annunciato il suo rebranding e il cambio di nome da "UTair Aviation" a "Utair".
Da aprile a inizio maggio 2020, la compagnia ha rifiutato di rimborsare i biglietti ai passeggeri che non potevano volare a causa delle misure di quarantena dell'epidemia di COVID-19. Secondo il sito Airline-Inform, è in corso un'azione legale collettiva.

## Strategia
L'Utair ha base tecnica principale e sede all'aeroporto di Tjumen', in Russia. Inoltre la compagnia aerea utilizza come hub i seguenti aeroporti russi:
- Ekaterinburg-Kol'čovo,
- Mosca-Vnukovo,
- Surgut,
- Samara-Kurumoč,
- Ufa,
- Syktyvkar,
- Chanty-Mansijsk.

La parte principale dei voli di linea della compagnia aerea sono effettuati nella parte europea della Russia, negli Urali e nella Siberia. Con i voli di linea stagionali e con dei voli charter l'Utair è presente anche nei paesi dell'Unione europea, nella parte meridionale della Russia europea, in Africa del Nord, nel Medio Oriente.
La compagnia Utair è controllata dalla Società russa del gas e del petrolio "Surgutneftegaz S.p.A." (in russo: Открытое акционерное общество «Сургутнефтегаз») di proprietà dell'oligarca russo Vladimir Bogdanov (156-mo posto tra le persone più ricche al mondo secondo la rivista Forbes).
La russa UTair è una delle maggiori collaboratrici dell'ONU per la consegna degli aiuti umanitari con i suoi elicotteri. L'UTair fa parte della HAI (Helicopter Association International).
Nel 2008 la compagnia aerea si piazzò al terzo posto (con 11% del mercato russo) dopo la moscovita Aeroflot (13%) e la siberiana S7 Airlines (16%). Il 35% dell'attività della compagnia aerea nel 2008 sono stati i voli di linea e i voli charter passeggeri. La flotta degli aerei Utair contava alla fine del 2008: 94 aerei e 199 elicotteri.
Il 29 giugno 2009 durante il Consiglio d'Amministrazione dell’Utair a Chanty-Mansijsk è stato annunciato il risultato operativo del 2008 della società. La compagnia aerea russa ha trasportato 3.225.000 persone nel 2008 registrando un profitto netto di 75 milioni di RUR (in aumento del 50,9 % rispetto all'anno precedente) e distribuendo un dividendo di 23 milioni di RUR tra gli azionisti della compagnia aerea.
Nel 2009 la compagnia aerea russa Utair ha trasportato 3.884.179 passeggeri in Russia e nei 11 paesi del mondo, il 9,9% in più rispetto al 2008.
Nel febbraio del 2010 la compagnia aerea russa ha dichiarato di avere tra le priorità la collaborazione con la Star Alliance e in particolare con la tedesca Lufthansa nei voli di linea in Russia, annunciando il possibile trasferimento dei voli della compagnia aerea tedesca dall'aeroporto di Mosca-Domodedovo all'hub principale moscovita dell'UTair: l'aeroporto di Mosca-Vnukovo.
Nel dicembre del 2010 l’Utair ha mostrato il suo interesse nei confronti della compagnia aerea moscovita Atlant-Sojuz messa in vendita dal Governo di Mosca. In particolare, la compagnia aerea di Tjumen' ha mostrato il suo grande interesse per la flotta degli aerei Boeing 737-300/-800 per sviluppare la sua rete di voli charter nei paesi europei, in particolare, nel bacino mediterraneo.
Nel 2010 la Utair ha trasportato 4 420 500 passeggeri, il +25,35% in più rispetto al 2009, piazzandosi al quarto posto tra le compagnie aeree russe.
Nel 2012 la UTair ha trasportato 9 385 398 passeggeri, il +24,3% in più rispetto al 2011, l'aumento è stato possibile grazie alla flotta di circa 200 aerei e circa 350 elicotteri della compagnia aerea russa che ha permesso di aprire nel 2012 trenta nuovi destinazioni di linea in Russia ed all'estero.
Nel periodo gennaio - luglio 2013 la compagnia aerea ha trasportato 5,47 milioni di passeggeri, il +16,9% in più rispetto allo stesso periodo del 2012.

## Società del gruppo
UTair Aviation possiede molte aziende sussidiarie, come le compagnie aeree e gli aeroporti:
- Air Safety Centre, Srl (80%)
- Aeroporto di Berezovo (100%)
- Carriage and Services Sales Centre, Srl (100%), società per i servizi forniti ai viaggiatori
- Donbass Helicopters (Ucraina) (100%), compagnia aerea
- Aeroporto di Ermolino (100%)
- Aeroporto di Igrim (100%)
- Irtyshaviatrans, Srl (73%), compagnia aerea
- Kondaavia (45.5%), compagnia aerea
- Aeroporto di Mys Kamennyj (100%)
- Aeroporto di Nojabr'sk (100%)
- Personnel Training Centre (100%), una scuola di volo frequentata anche da piloti di altre compagnie
- Fabbrica dell'Aviazione Civile No. 26 (55.8%), una delle aziende per la manutenzione degli aerei
- Aeroporto di Plechanovo (100%)
- Aeroporto di Surgut (26%)
- Aeroporto di Tazovskij (100%)
- Tyumenaviatechsnab, Srl (100%)
- UTair-Cargo (ex-Tyumenspetsavia fondata 13/04/1996) (100%), compagnia aerea cargo (Codici: ICAO - TUM, Callsign: "Tumtel")
- Aeroporto di Ust-Kut (76.66%)
- Ut Project Services Pty Srl (India) (100%)
- Utair-Europe Srl (100%)
- Utair-Express (ex-Komiinteravia) (100%), compagnia aerea (Codici: IATA - 8J; ICAO - UTX)
- Utair-Heliexpress (100%), compagnia aerea
- Utair-Murmansk (100%), compagnia aerea fondata nel luglio 2009 con la base tecnica all'aeroporto di Murmansk, Russia
- Utair-Sierra Leone Srl (100%), compagnia aerea
- Utair-South Africa Pty Srl (100%), compagnia aerea
- Utair-Finance, Srl (100%)
- Utair-Leasing, Srl (100%)
- Utair-Technik, Srl (100%), una delle aziende per la manutenzione degli aerei
- West-Siberian Air Service Agency, Srl (51%), società per i servizi forniti ai viaggiatori
- ZapSibCatering fornisce servizi di catering per gli aeroplani

## Destinazioni

### Accordi di code share
Utair ha accordi di code share con le seguenti compagnie aeree:
- Azerbaijan Airlines
- FlyOne
- NordStar Airlines
- RusLine
- Turkish Airlines

## Flotta

### Flotta attuale
A giugno 2025 la flotta principale di Utair, escludendo gli elicotteri, è così composta:

### Flotta storica
Utair operava in precedenza con i seguenti aeromobili:

## Incidenti
- 17 marzo 2007: il volo Utair Aviation 471, un Tupolev Tu-134A-3, marche RA-65021, precipitò al suolo durante l'avvicinamento a Samara a causa di errori dei piloti e condizioni meteorologiche pessime. Dei 57 a bordo, in 6 persero la vita.[22]
- 2 aprile 2012: il volo Utair Aviation 120, un ATR 72-200, precipitò poco dopo il decollo a causa di errori dei piloti che non avevano attivato il sistema anti ghiaccio. Dei 43 a bordo, sopravvissero solo in 10.[23]
- 1º settembre 2018: il volo Utair 579, un Boeing 737-800, marche VQ-BJI, oltrepassò la pista e prese fuoco durante l'atterraggio a Soči, ferendo 18 occupanti. Un dipendente dell'aeroporto morì di infarto. L'aereo venne in seguito demolito.[24]
- 9 febbraio 2020: il volo Utair 595, un Boeing 737-500, marche VQ-BPS, atterrò circa 15 metri prima della soglia della pista, colpendo dei cumuli nevosi che causarono il collasso dei del carrello d'atterraggio principale. L'aeromobile slittò quindi fino a fermarsi sulla pista perpendicolarmente alla sua direzione; questo causò danni ad un'ala e provocò una fuoriuscita di carburante.[25]

### Periodici
- Primo Airbus A321 per UTair, in JP4 mensile di Aeronautica e Spazio, n. 476, Firenze, EdiService srl, settembre 2013,  p. 25.